# 시모유키촌
시모유키촌(下結城村)은 이바라키현 유키군에 속했던 촌이다.

## 지리
- 현재의 야치요정의 남서부에 위치하고 있다.

## 역사
- 1889년 4월 1일 - 정촌제 시행에 의해 유키군 시모유키촌이 성립하였다.
- 1955년 1월 1일 : 니시토요다 촌, 니시토요다 촌, 안죠 촌, 나카유키 촌이 합병해 야치요촌이 성립하여, 동일 시모유키촌은 폐지되었다.

## 참고문헌
- 角川日本地名大辞典編纂委員会『가도카와 일본 지명 대사전 8 茨城県』、가도카와 쇼텐、1983年 ISBN 4-04-001080-9
- 日本加除出版株式会社編集部『全国市町村名変遷総覧』、日本加除出版、2006年、ISBN 4-8178-1318-0